# Lista de moedas do Brasil
Esta é uma lista de moedas do Brasil.
| Moeda                                                 | Símbolo | Data/Período                                                   | Governo                  | Plano Econômico                                                     | Lei | Valor equivalente | Cédulas                                                                                 | Moedas                                                                                                  | Inflação anual |
| ----------------------------------------------------- | ------- | -------------------------------------------------------------- | ------------------------ | ------------------------------------------------------------------- | --- | --- | --------------------------------------------------------------------------------------- | --- | -------------- |
| Real português (plural: Réis) (Não possuía centavos)  | R       | Período colonial até 7 de outubro de 1833 (303 anos)           | Manuel I de Portugal     | —                                                                   | Alvará S/N de 01/09/1808 | R 1$2000 = 1/8 de ouro de 22K                                                                                           | —                                                                                       | — | —              |
| Real brasileiro (plural: Réis) (Não possuía centavos) | Rs      | 8 de outubro de 1833 a 31 de outubro de 1942 (109 anos)        | Pedro II do Brasil       | —                                                                   | Lei N.° 59, de 08/10/1833 | Rs 2$500 = 1/8 de ouro de 22K                                                                                           | 500, 1$000, 2$000, 5$000, 10$000, 20$000, 50$000, 100$000, 200$000, 500$000 e 1:000$000 | 20, 40, 80, 100, 200, 300, 400, 500, 1$000, 2$000                                                       | —              |
| Cruzeiro (Centavos são adotados)                      | Cr$     | 1 de novembro de 1942 a 30 de novembro de 1964 (22 anos)       | Getúlio Vargas           | —                                                                   | Decreto-Lei N.º 4.791, de 05/10/1942 | Cr$ 1,00 = Rs 1$000 (um cruzeiro corresponde a mil-réis) 0,01 Cr$ = 10 réis (um centavo de Cruzeiro equivale a 10 réis) | 500, 1$000, 2$000, 5$000, 10$000, 20$000, 50$000, 100$000, 200$000, 500$000 e 1:000$000 | 10, 20, 50 centavos, 1, 2, 5, 10, 20 e 50 Cruzeiros                                                     | 19,5%          |
| Cruzeiro (retirada dos centavos)                      | Cr$     | 1 de dezembro de 1964 a 12 de fevereiro de 1967 (2 anos)       | Castelo Branco           | —                                                                   | Lei N.º 4.511, de 01/12/1964 | Cr$ 1 = Cr$ 1,00 | 500, 1$000, 2$000, 5$000, 10$000, 20$000, 50$000, 100$000, 200$000, 500$000 e 1:000$000 | — | 25,02% (1967)  |
| Cruzeiro novo                                         | NCr$    | 13 de fevereiro de 1967 a 14 de maio de 1970 (3 anos)          | Castelo Branco           | —                                                                   | Decreto-Lei N.º 1 de 13/11/1965 | NCr$ 1,00 = Cr$ 1.000                                                                                                   | 1, 5, 10 e 50 centavos e 1, 5 e 10 cruzeiros novos                                      | 1, 2, 5, 10, 20 e 50 centavos                                                                           | 40,1%          |
| Cruzeiro                                              | Cr$     | 15 de maio de 1970 a 14 de agosto de 1984 (14 anos)            | Emílio Garrastazu Médici | —                                                                   | Resolução do Conselho Monetário Nacional N.º 144, de 31/03/1970                                                                                           | Cr$ 1,00 = NCr$ 1,00 | 1, 5, 10, 50, 100, 200, 500, 1.000, 5.000 e 10.000 e 50.000, 100.000                    | 0.01, 0.02, 0.05, 0.10, 0.20, 0.50, 1, 5, 10, 20, 50, 100, 200 e 500                                    | 110,23% (1980) |
| Cruzeiro (retirada dos centavos)                      | Cr$     | 15 de agosto de 1984 a 27 de fevereiro de 1986 (1 ano)         | João Figueiredo          | —                                                                   | Lei N.º 7.214, de 15/08/1984 | Cr$ 1 = Cr$ 1,00 | 1, 5, 10, 50, 100, 200, 500, 1.000, 5.000 e 10.000 e 50.000, 100.000                    | — | —              |
| Cruzado (volta dos centavos)                          | Cz$     | 28 de fevereiro de 1986 a 15 de janeiro de 1989 (2 anos)       | José Sarney              | Plano Cruzado I, Fevereiro de 1986; Plano Cruzado II, Junho de 1987 | Decreto-Lei N.º 2.283, de 27/02/1986, aprovado pelo Decreto Legislativo N.º 7, de 17/04/1986                                                              | Cz$ 1,00 = Cr$ 1.000 | 10, 50, 100, 500, 1.000, 5.000 e 10.000 cruzados                                        | 1, 5, 10, 20 e 50 centavos, 1, 5 e 10 cruzados                                                          | —              |
| Cruzado Novo                                          | NCz$    | 16 de janeiro de 1989 a 15 de março de 1990 (1 ano)            | José Sarney              | Plano Verão I, Janeiro de 1989 Plano Verão II, Maio de 1989         | Medida Provisória N.º 32, de 15/01/1989, convertida na Lei N.º 7.730, de 31/01/1989                                                                       | NCz$ 1,00 = Cz$ 1.000,00                                                                                                | 50, 100, 200 e 500 Cruzados novos                                                       | 1, 5, 10, 50 centavos e 1 Cruzado novo                                                                  | —              |
| Cruzeiro                                              | Cr$     | 16 de março de 1990 a 31 de julho de 1993 (3 anos)             | Fernando Collor          | Plano Collor I, Março de 1990; Plano Collor II, Janeiro de 1991     | Medida Provisória N.° 168, de 15/03/1990, convertida na Lei N.º 8.024, de 12/04/1990                                                                      | Cr$ 1,00 = NCz$ 1,00 | 100, 200, 500, 1.000, 5.000, 10.000, 50.000, 100.000 e 500.000 cruzeiros                | 1, 5, 10, 50 centavos (reaproveitadas do cruzado novo), 1, 5, 10, 50, 100, 500, 1.000 e 5.000 cruzeiros | 764% (1992)    |
| Cruzeiro Real                                         | CR$     | 1 de agosto de 1993 a 30 de junho de 1994 (10 meses e 29 dias) | Itamar Franco            | Transição para o Real, Agosto de 1993                               | Medida Provisória N.° 336, de 28/07/1993, convertida na Lei N.° 8.697, de 27/08/1993, e Resolução do Conselho Monetário Nacional N.º 2.010, de 28/07/1993 | CR$ 1,00 = Cr$ 1.000,00                                                                                                 | CR$ 50, 100, 500, 1000, 5000 e 50.000                                                   | CR$ 5, 10, 50 e 100                                                                                     | 60%            |
| Real (BRL, moeda moderna)                             | R$      | Desde 1 de julho de 1994 (30 anos)                             | Itamar Franco            | Plano Real, Julho de 1994                                           | Lei N.° 8.880, de 27/05/1994 e Lei N.º 9.069, de 29/06/1995                                                                                               | R$ 1,00 = CR$ 2.750,00                                                                                                  | R$ 1 (descontinuada), R$ 2, R$ 5, R$ 10, R$ 20, R$ 50, R$ 100, R$200                    | R$ 0,01 (descontinuada), R$ 0,05, R$ 0,10, R$ 0,25, R$ 0,50 e R$ 1                                      | 2,95% (2017)   |